# 17104 McCloskey
17104 McCloskey è un asteroide della fascia principale. Scoperto nel 1999, presenta un'orbita caratterizzata da un semiasse maggiore pari a 3,1954196 UA e da un'eccentricità di 0,1531619, inclinata di 2,15042° rispetto all'eclittica.